# Michal Ansky
Michal Ansky (en hebreo: מיכל אנסקי‎; Jerusalén, 11 de octubre de 1980), nacida Gabrielle Ansky, es una periodista especializada en gastronomía, empresaria de la restauración y presentadora de la televisión israelí.

## Biografía

### Primeros años
Michal Ansky nació como Gabrielle Ansky y se crio en Jerusalén. Su padre, Alex Ansky, nació en 1939 como Aleksander Abrabanel en Bulgaria, en una familia tradicional sefardí hablante de ladino. Su madre, Sherry (de soltera Gavriyahu) nació en Israel en una familia religiosa hablante de ídish. La madre de Ansky es periodista gastronómica, y su padre es actor y presentador de radio. El abuelo paterno de Michal, Eliezer Asher Ansky, nacido Abrabanel (1903–1990) fue el fundador y director del teatro infantil Bimatenu y trabajó también como artista plástico, creando una escultura para el Rabinato de la ciudad de Tel Aviv y restaurando un mosaico ubicado en una de las paredes de la Iglesia del Santo Sepulcro, entre otras.
Ansky estudió la secundaria en el liceo Gimnasia Rehavia en Jerusalén. Al cumplir su mayoría de edad, se graduó como oficial con el rango de capitana, luego de una carrera de tres años en las Fuerzas de Defensa de Israel (FDI) dentro de la unidad de filmaciones de la Fuerza Aérea de Israel. Luego de completar su servicio militar obligatorio, continuó siendo parte de la reserva activa como oficial administrativa en la Unidad de Relaciones Públicas.

### Educación
- 2004 – Historia y Literatura en la Venice International University
- 2008 – Licenciatura en Historia y Literatura de la Universidad de Tel Aviv
- 2009 – Maestría en Ciencias Gastronómicas de la Università di Scienze Gastronomiche en Italia, con una especialización en calidad de productos alimenticios.[5]

## Carrera culinaria y mediática
A la edad de 17 años, Ansky escribió una columna culinaria para el diario de Jerusalén Kol Ha’ir.
Al culminar su servicio militar, Ansky escribió una columna llamada «La Pieza Faltante« (חתיכה חסרה, jatijá jaserá) para el sitio web israelí Walla!, hizo parte del programa de entrevistas Chicas (בנות, banot) el cual fue transmitido en la red de cable Hot en 2007, y escribió y presentó un segmento culinario-histórico para el programa de televisión Tiempo de Calidad (זמן איכות, zmán ijut) el cual fue transmitido en 2007 en el otrora Canal 1. En 2008, trabajó como reportera gastronómica y cultural para el diario Maariv y también escribió para la revista gastronómica «La ruta de la comida» (דרך האוכל, derej aójel). En 2009, participó como reportera de campo en el programa El Club de la Cena (מועדון ארוכת הערב, moa'adón arujat aérev), el cual era transmitido en el Canal 2.
Más tarde ese mismo año, Ansky empezó como anfitriona de dos programas televisivos de cocina: Lo más fresco posible junto al chef Omer Miller y La Reina del Mercado, ambos enfocados en productos locales y orgánicos. Ambos programas de televisión fueron aireados por 3 temporadas en el Food Channel de Israel y el Canal 10.
A finales de 2010, Ansky comenzó a ser una de las juezas de la versión israelí del concurso culinario MasterChef, junto con los chefs Haim Cohen, Eyal Shani y Rafi Adar en la primera temporada, junto a  Cohen, Shani y Yonatan Rochfeld en las temporadas 2-6, y junto a Cohen, Shani e Israel Aharoni en las temporadas 6-10. La popularidad del programa hizo que Ansky fuese invitada a unirse a Master Chef USA, como jueza invitada, junto a Gordon Ramsay. En abril de 2012, Ansky fue la anfitriona de la primera temporada del programa Junior MasterChef Israel, junto a Haim Cohen, Eyal Shani y Yonatan Rochfeld. En la temporada de 2021, continúa siendo anfitriona de MasterChef Israel, junto a Haim Cohen, Eyal Shani e Israel Aharoni.
En 2010, fue la presentadora del programa Cocinando con los Libros (מבשלים מהספרים, mebashlim measfarim) para Food Channel Israel.
En diciembre de 2012, Ansky dio una charla sobre cocina y recuerdos familiares en TEDx Jerusalem, un evento TED organizado de manera independiente. En enero de 2013, Ansky presentó su primer libro de recetas, Comida de casa.
Presenta el programa radiofónico, Ansky y Enzel junto con Efrat Enzel, en la estación de radio israelí del Gush Dan, 103 FM.

## Carrera empresarial
En 2007, Ansky fundó el Mercado de Productores en el puerto de Tel Aviv, el cual actualmente continúa dirigiendo. El propósito del mercado, el cual tiene presencia actualmente en seis ubicaciones en Israel (Tel Aviv, Be'ersheva, Ra'anana, Herzliya, Holón y Rishon LeZion) es para traer productos agrícolas frescos directamente del productor al consumidor, eliminando de esta manera comisiones y reduciendo el coste al consumidor.
En 2010, Ansky fundó «Shuk Hanamal», el primer mercado interior de Israel en el puerto de Tel Aviv, junto con su marido, el arquitecto Roee Hemed, y Shir Halpern.
En 2015, se asoció con el inversionista Amir Bramly, el cual invirtió fondos del Rubicon Business Group conjuntamente con ella, quien invirtió sus fondos personales en el «Kela Fund» de Bramly. En noviembre de 2015, luego de las dificultades financieras de Kela Fund, Ansky explicó en una entrevista en el noticiero del Canal 2 que había perdido más de un millón de nuevos shéquels israelíes (US$ 250 000). Fueron cerrados los restaurantes propiedad del grupo Rubicon administrados y presentados bajo el nombre de Ansky, y algunos de sus emprendimientos planeados con Bramly fueron cancelados, incluyendo un mercado de productores en la ciudad de Nueva York. Ansky logró salvar algunos de sus emprendimientos por medio de una separación aprobada en tribunales y reestructuración de sus negocios, los cuales volvieron a su propiedad de manera completa luego de pagar 1,2 millones de NIS a Rubicon.
En agosto de 2021, Ansky inauguró una sucursal de Sherry Herring, una tienda de sándwiches que vende emparedados de arenque con un trago de vodka, en el Upper West Side de Manhattan. La primera tienda fue abierta por Ansky en Tel Aviv y es llamada así en honor a su madre.

## Vida personal
Ansky se casó con el arquitecto israelí Roi Hemed. Tienen una hija, que nació en febrero de 2011. Se divorciaron en 2013. En octubre de 2019, se casó con el empresario Eyal Amir, y tuvo otra hija.
En 2019, Ansky se enfermó de parálisis facial periférica.

## Obras
- אוכל מהבית. Keter Publishing, 2013. ISBN 978-9650720957